# Kiskunmajsa
Kiskunmajsa é uma cidade da Hungria, situada no condado de Bács-Kiskun. Tem 222,27 km² de área e sua população em 2019 foi estimada em 10.968 habitantes.